# Hàn Toại
Hàn Toại (chữ Hán: 韩遂; ?–215), tự Văn Ước (文約), là một lãnh chúa quân phiệt cát cứ ở vùng Lương châu vào đầu thời Tam Quốc trong lịch sử Trung Quốc. Ông là một trong những lực lượng ly khai nhà Đông Hán sớm nhất, mở ra cục diện cát cứ của các quân phiệt.

## Ly khai triều đình, đánh bại Chu Thận
Hàn Toại có tên tự là Văn Ước. Thời trẻ, Hàn Toại từng nổi tiếng ở Lương châu. Ông được cử đến kinh đô Lạc Dương. Đại tướng quân Hà Tiến nghe tiếng ông, bèn cho vào gặp mặt. Hàn Toại khuyên Hà Tiến diệt trừ hoạn quan. Hà Tiến không nghe theo. Ông bèn trở về Lương châu Ông thu dụng người quận Kim Thành là Thành Công Anh và Diêm Hành làm tâm phúc, gây lực lượng riêng.
Cuối năm 184, nhận thấy triều đình nhà Hán đã suy yếu dù mới dẹp được khởi nghĩa Khăn Vàng, Hàn Toại cùng các tướng vùng Tây Lương khởi binh chống triều đình. Ông và Biện Chương được các tướng ở Hoàng Trung là Bắc Cung Bá Ngọc và Tiền Linh Khương tôn làm tướng quân Hàn Toại, Biện Chương mạnh mẽ, từ khi mới khởi binh đã đánh giết Hiệu úy hộ Khương là Linh Chủy và Thái thú Kim Thành là Trần Ý.
Sử gia Lã Tư Miễn dẫn từ sách Điển lược và Hiến Đế xuân thu đề cập đến thuyết khác về tên và ý định phản nhà Hán của Hàn Toại. Theo đó, Hàn Toại cũng các tướng đồng mưu đều ở vùng biên cương xa xôi, thông tin truyền đến kinh đô của họ đều không thật rõ ràng: Biên Chương có tên khác là Nguyên (元) hoặc Doãn (允) vì 2 chữ gần giống nhau; Bắc Cung Bá Ngọc còn gọi là Ngọc, còn Hàn Toại có tên khác là Ước, hay được gọi là Hàn Ước. 
Dẫn sách Điển lược và một số tài liệu khác, Lã Tư Miễn khẳng định Hàn Ước bị bức làm phản. Ông vốn là Tòng sự ở Lương châu. Những người khởi nghĩa ở Lương châu đầu tiên là Vương Quốc và Tống Kiến trá hàng Lương châu và xin gặp ông cùng Biên Doãn. Hàn Ước không gặp. Thái thú Kim Thành là Trần Ý khuyên ông cùng Biên Doãn đi gặp quân khởi nghĩa mới quy phục. Khi ông và Biên Doãn đến nơi, bị họ bắt giữ làm con tin rồi tiếp tục làm phản. Quận Kim Thành loạn lạc. Vương Quốc đánh giết Trần Ý rồi thả Hàn Ước và Biên Doãn. Nhưng lúc đó quận Lũng Tây lại phát ra bản Ái tăng lộ bố, quy kết tội làm giặc cho 2 người và treo thưởng chức Thiên hộ hầu cho ai bắt được 2 người. Vì thế, Hàn Ước phải đổi tên thành Toại, còn Biên Doãn đổi tên thành Chương và buộc phải đứng về phe ly khai chống triều đình. Theo Điển lược, ông bị các tướng Tống Dương bức bách cùng làm phản triều đình "bất đắc dĩ trở binh làm loạn".
Năm 185, Biện Chương và Hàn Toại mang quân Tây châu uy hiếp khu vực Tam Phụ gần Trường An. Hán Linh Đế vội triệu tập tướng Hoàng Phủ Tung từ Ký châu về, cùng Đổng Trác đi dẹp loạn. Hoàng Phủ Tung đang đánh nhau với quân Hàn Toại chưa phân thắng bại thì bị hoạn quan Trương Nhượng (một trong Thập thường thị) gièm pha nên bị cách chức. Lực lượng của Biện Chương, Hàn Toại vì vậy cát cứ ở Tây châu không bị dẹp.
Nhà Hán liền bổ nhiệm Trương Ôn làm tướng, lại cùng Đổng Trác và Tôn Kiên đi đánh Lương châu. Mùa đông năm 185, hai bên giao chiến, quân Trương Ôn thắng một trận nhỏ, khiến Biện Chương và Hàn Toại phải lui về huyện Du Trung.
Trương Ôn sai Chu Thận và Tôn Kiên mang 3 vạn quân đi truy kích. Chu Thận mang quân tấn công thành Du Trung, Hàn Toại và Biện Chương cố sức phòng thủ. Tôn Kiên khuyên Chu Thận dùng kỳ binh cắt đứt đường vận lương của Hàn Toại và Biện Chương, nhưng Chu Thận không nghe lời Tôn Kiên, chỉ dốc sức đánh thành. Ngược lại, Hàn Toại và Biện Chương lại điều quân lẻn ra ngoài đánh chặn, cắt đứt đường vận lương của Chu Thận. Quân Chu Thận rối loạn, Hàn Toại và Biện Chương thừa cơ phản công đánh cho Chu Thận đại bại phải rút chạy, bỏ lại rất nhiều xe cộ và khí giới.
Sau thắng lợi Du Trung, lực lượng Tây Lương càng lớn mạnh, đông đến hàng chục vạn người.
Năm 186, các thủ lĩnh Tây Lương phát sinh mâu thuẫn đánh lẫn nhau. Hàn Toại giết chết Bắc Cung Bá Ngọc, Lý Văn Hầu và Biện Chương, một mình cầm quân.

## Liên kết với Mã Đằng, tấn công Trường An
Năm 186, Hàn Toại mang quân đánh quận Lũng Tây, thu hàng thái thú Lý Tương Như rồi cùng nhau đánh giết Cảnh Bỉ. Cảnh Bỉ chết, viên tư mã dưới quyền là Mã Đằng đầu hàng Hàn Toại. Từ đó hai người cộng tác với nhau cát cứ ở Lương châu.
Có Mã Đằng tham gia, lực lượng Hàn Toại càng mạnh. Năm 188, ông cùng Mã Đằng mang quân bao vây Trần Thương. Hán Linh Đế sai Hoàng Phủ Tung và Đổng Trác huy động rất nhiều quân đến mới giải vây được. Mã Đằng và Hàn Toại rút quân về.
Năm 189, Hán Linh Đế chết, Hán Thiếu Đế lên thay. Thái thú Hà Đông là Đổng Trác được Hà Tiến triệu vào Lạc Dương dẹp hoạn quan, nhân Hà Tiến chết đã trở thành người thao túng nhà Hán.
Mã Đằng và Hàn Toại ở Lương châu bất bình với Đổng Trác bèn khởi binh chống lại. Lưu Yên làm Châu mục Ích châu ở Tây Xuyên có ý định ly khai triều đình, bèn hưởng ứng với Mã Đằng. Tam Quốc chí cho biết: "Hàn Toại và Mã Đằng khởi loạn ở Quan Trung mấy lần cùng cha Chương là Yên trao đổi tin tức qua lại". Lưu Yên nhân đó ngầm sai người vào Trường An sai con là Lưu Đảng và Lưu Phạm làm nội ứng. Việc bị lộ, Đổng Trác bèn giết chết Lưu Đảng và Lưu Phạm rồi mang quân ra đối địch, đánh tan liên quân Ích – Lương của Mã Đằng và Lưu Yên.
Sau thất bại đó, Lưu Yên cố thủ ở Tây Xuyên, Mã Đằng theo lời dụ của Đổng Trác, quy phục nhà Hán, nhận lời cùng đánh các chư hầu Sơn Đông. Đổng Trác bị các chư hầu do Viên Thiệu cầm đầu đánh tới Lạc Dương, thua chạy về Trường An. Năm 192, Mã Đằng cùng Hàn Toại mang quân vào Trường An theo họ Đổng, thì Đổng Trác đã bị Lã Bố giết chết. Bộ tướng của Trác là Lý Thôi đánh đuổi Lã Bố, chiếm Trường An, giữ Hán Hiến Đế, phong cho Mã Đằng làm Chinh tây tướng quân sai giữ huyện Mi, Hàn Toại làm Trấn tây tướng quân sai giữ Kim Thành.
Cuối năm 193, Hàn Toại và Mã Đằng mang quân tấn công kinh thành Trường An. Quân Mã – Hàn tiến đến quán Trường Bình cách Trường An 50 dặm. Lý Thôi sai Quách Dĩ và Phàn Trù ra cự địch, sau đó lại điều cháu là Lý Lợi ra giúp sức.
Kết quả quân Quách Dĩ và Phàn Trù đánh lui được Mã Đằng và Hàn Toại. Mã và Hàn phải triệt thoái về Tây Lương. Trên đường truy kích, Phàn Trù đuổi kịp Hàn Toại nhưng không bắt giữ mà lại bắt chuyện rồi thả đi. Vì việc này lộ ra với Lý Thôi, Lý Thôi bèn giết chết Phàn Trù.

## Xung đột với Mã Đằng
Khi cát cứ ở Lương Châu, Mã Đằng và Hàn Toại ban đầu rất thân thiết, sau lại cho bộ khúc thâm nhập đất của nhau, đổi thành thù địch. Mã Đằng đánh Hàn Toại, Hàn Toại bỏ chạy, sau đó lại họp binh quay lại đánh Mã Đằng, giết vợ con Mã Đằng, liên quân không hoà giải nổi.
Lý Thôi và Quách Dĩ thất bại, Tào Tháo nắm được Hán Hiến Đế đưa về Hứa Xương. Tào Tháo sai Tư Lệ hiệu úy Chung Do và Lương châu mục Vi Đoan đến hòa giải hai bên, Chung Do viết thư cho ông và Mã Đằng, trình bày lợi hại, khuyên nên quy phục triều đình. Mã Đằng và Hàn Toại nghe theo và do có mọi người khuyên can, cả hai người lại giảng hòa như cũ.

## Cùng Mã Siêu chống Tào Tháo
Năm 208, Tào Tháo muốn đi đánh Kinh châu nhưng không yên tâm về Mã, Hàn. Vì vậy trước khi xuống miền nam đánh Kinh châu, Tào Tháo đã nhân danh Hán Hiến Đế triệu Mã Đằng về Hứa Xương bổ nhiệm làm Vệ uý, ngoài mặt là phong chức nhưng kỳ thực để chia cắt với Hàn Toại, còn binh quyền của Mã Đằng giao cho con là Mã Siêu.
Tào Tháo bại trận Xích Bích trở về bắc. Năm 209, Hàn Toại sai Diêm Hành đến chỗ Tào Tháo. Tào Tháo hậu đãi Diêm Hành, cho làm Thái thú Kiện Vi (thuộc Ích châu), lại theo thỉnh cầu của Hành cho cha Hành vào làm Túc vệ. Diêm Hành trở về gặp Hàn Toại truyền lệnh của Tào Tháo gọi Hàn Toại vào kinh. Đồng thời, Diêm Hành cũng khuyên Hàn Toại nên gửi con tin cho Tào Tháo để bày tỏ lòng trung thành với triều đình. Hàn Toại không phản đối nhưng cũng không làm theo, muốn tiếp tục xem xét tình thế mới quyết định. Ông cử một người con đi cùng cha Diêm Hành vào kinh gặp Tào Tháo.
Năm 211, Trương Mãnh nổi lên chống Hàn Toại. Ông mang quân đi dẹp. Cùng lúc, Tào Tháo phái Tư Lệ hiệu uý Chung Do và Chinh tây Hộ quân Hạ Hầu Uyên khởi binh đi đánh Trương Lỗ ở Đông Xuyên. Các tướng ở Tây Lương, trong đó có Mã Siêu và Hàn Toại, thấy Tào Tháo không đánh họ ở chỗ gần mà đánh Trương Lỗ ở xa, nghi ngờ rằng Tào Tháo sẽ đánh mình. Mã Siêu đến gặp Hàn Toại nói với ông:
"Lúc trước Chung Tư Lệ (tức Chung Do) dùng Siêu để bắt Tướng quân, người miền Quan Đông không tin là đúng như vậy. Nay Siêu mất cha, xem Tướng quân như cha. Tướng quân cũng đã mất con, xem Siêu như con"
Mã Siêu cùng các tướng Tây Lương tôn Hàn Toại làm đô đốc và khởi binh chống Tào Tháo. Diêm Hành đã nhận chức của Tào Tháo, can ông không nên chống Tào, nhưng ông không theo. Hàn Toại và Mã Siêu mang quân chiếm cứ Đồng Quan. Tào Tháo khởi binh đi đánh.
Khi chiến sự đang ác liệt, Tào Tháo thấy không thể dùng sức đánh bại Hàn Toại và Mã Siêu, bèn dùng kế ly gián. Biết Hàn Toại và Mã Siêu thường chia quân làm 2 cánh, họ Tào đích thân ra đối trận với Hàn Toại mà tránh gặp Mã Siêu. Nhân lúc ra trước trận, Tào Tháo tìm cách bắt chuyện, nói với nhau khá thân mật. Vì vậy Mã Siêu bắt đầu nghi ngờ ông.
Sau đó Tào Tháo lại viết thư gửi Hàn Toại, cố ý gửi nhầm bản nháp, có gạch xoá sửa chữa những chỗ quan trọng. Mã Siêu thấy Hàn Toại có thư, đến đòi xem. Thấy thư bị gạch xoá, Mã Siêu càng nghi ngờ là do Hàn Toại tự gạch đi.
Biết nội bộ quân Tây Lương đã nghi ngờ nhau, Tào Tháo ra quân tiến đánh. Do sẵn mối nghi ngờ với Hàn Toại nên liên quân không thể hiệp đồng tác chiến có hiệu quả. Quân Tây Lương dao động, bị đánh đại bại. Hàn Toại bỏ chạy về Kim Thành; Mã Siêu thua chạy sang bộ lạc của người Nhung. Tào Tháo để Hạ Hầu Uyên ở lại trấn giữ mặt tây, còn mình trở về Hứa Xương.

## Nỗ lực khôi phục
Hàn Toại thua chạy theo đường Hoa Âm, về đến Hoàng Trung thì thủ hạ tan rã, nhiều người bỏ đi. Trong các tướng thân cận chỉ còn Thành Công Anh và Diêm Hành đi theo.
Tào Tháo biết Diêm Hành đã nhận chức theo mình để chống Hàn Toại, nên chỉ hạ lệnh giết con cháu Hàn Toại ở kinh đô mà không giết cha Diêm Hành. Đồng thời, Tào Tháo lại viết mật thư nhắc Hành chống Hàn Toại. Hàn Toại muốn lấy lòng Diêm Hành thắt chặt quan hệ, liền gả con gái út cho họ Diêm. Diêm Hành bất đắc dĩ phải lấy. Ông sai Diêm Hành mang quân ra trấn giữ quận Tây Bình.
Tào Tháo nghe tin Diêm Hành lấy con gái Hàn Toại, bắt đầu có ý nghi ngờ Hành. Để minh chứng lòng trung thành, Diêm Hành nhân một buổi đêm mang quân bản bộ tập kích Hàn Toại. Nhưng Hàn Toại vẫn đủ sức chống trả, đánh bại Diêm Hành. Hành bỏ chạy đến hàng Hạ Hầu Uyên.
Hàn Toại than thở với Thành Công Anh về thực lực đã suy rồi tỏ ý định vào đất Thục theo hàng Lưu Bị. Thành Công Anh khuyên ông: 
"Dấy binh mấy chục năm, nay dẫu thua vỡ, sao lại bỏ nhà mình mà đến nương dựa vào người khác được! Tào Công không thể đi xa đến, chỉ có họ Hạ Hầu thôi. Nhưng quân của họ Hạ Hầu cũng không đủ để đuổi được ta, lại không thể ở lâu; nên nghỉ ngơi ở Khương Trung để đợi họ rút đi. Kêu gọi người Địch, vỗ về người Khương, Hồ, cũng có thể làm nên được việc vậy".
Hàn Toại không thể hàn gắn liên minh với Mã Siêu, nghe theo kế ấy của Thành Công Anh. Ông liên minh với vua người tộc Chi (Đê) là Đậu Mậu tiếp tục kháng cự Tào Tháo. Bấy giờ trai gái đi theo còn mấy nghìn người. Hàn Toại vốn có ân với người Khương nên được người Khương giúp đỡ.
Hạ Hầu Uyên trở về, sai Diêm Hành ở lại phía sau đề phòng Hàn Toại.

## Bị giết
Tháng 3 năm 215, Tào Tháo xuất phát qua Trần Thương đi đánh Trương Lỗ ở Hán Trung. Nhưng họ Tào không tiến ngay về phía nam mà trước hết ra khỏi Tản Quan phía tây để đánh Hàn Toại. Tháng 5, quân Tào đánh tan Đậu Mậu ở Hạ Trì, Hàn Toại bỏ chạy từ Kim Thành tới Tây Bình.
Ông bèn tụ mấy vạn quân người Khương, Hồ đến đánh Diêm Hành. Diêm Hành biết mình thế yếu không thể chống lại, chuẩn bị bỏ chạy. Nhưng lúc đó trong quân Hàn Toại có biến. Ông bị thủ hạ giết chết, mang đầu nộp cho Tào Tháo. Không rõ năm đó Hàn Toại bao nhiêu tuổi. Tam Quốc chí dẫn Điển lược cho rằng sau 30 năm chống triều đình, Hàn Toại chết khi đã hơn 70 tuổi.
Thủ hạ của ông là Thành Công Anh đến hàng Tào Tháo.

## Trong Tam Quốc diễn nghĩa
Trong tiểu thuyết Tam Quốc diễn nghĩa của La Quán Trung, Hàn Toại xuất hiện từ hồi 10 khi cùng Mã Đằng khởi binh đánh vào Trường An chống lại Lý Thôi, Quách Dĩ đang nắm vua Hiến Đế
Về đoạn kết của Hàn Toại trong cuộc chiến chống Tào Tháo ở hồi 58, Tam Quốc diễn nghĩa chép: Hàn Toại bị Mã Siêu nghi ngờ thông đồng với Tào Tháo, chém đứt một cánh tay, thành người tàn phế. Khi Tào Tháo đánh bại Siêu năm 211, Hàn Toại đầu hàng. Sau đó La Quán Trung không nhắc tới Hàn Toại.